# Nordvision

Països membres o associats a Nordvision

Nordvision és una xarxa de radiodifusió establerta el 1959, entre les cinc empreses de radiodifusió nòrdiques. La seva funció principal és la coproducció i intercanvi de programes de televisió. El seu secretariat és a Copenhaguen, al DR Byen.

## Membres
| País              | Organisme                | Canals de ràdio FM                                                                        | Canals de ràdio DAB | Canals de ràdio internet | Canals de televisió                |
| Membres           | Membres                  | Membres                                                                                   | Membres | Membres | Membres                            |
| ----------------- | ------------------------ | ----------------------------------------------------------------------------------------- | --- | --- | ---------------------------------- |
| Dinamarca         | Danmarks Radio           | DR P1DR P2 DR P3 DR P4                                                                    | DR P5DR P6 DR P7 DR P8 | DR P1DR P2 DR P3 DR P4DR P5DR P6 DR P7 DR P8 | DR1DR2DR3DR KDR RamasjangDR Ultra  |
| Finlàndia         | Yleisradio               | Yle Radio 1Yle Radio SuomiYleXYle KlassinenYle VegaYle X3MYle PelatYle Sámi Radio         | | Yle Radio 1Yle Radio SuomiYleXYle KlassinenYle VegaYle X3MYle PelatYle Sámi Radio                                                                                                | Yle TV1Yle TV2Yle TeemaYle Fem     |
| Islàndia          | Ríkisútvarpið            | Rás 1Rás 2Rondó                                                                           | | Rás 1Rás 2Rondó | RÚVRÚV 2                           |
| Noruega           | Norsk Rikskringkasting   | NRK P1NRK P2NRK P3NRK mP3 NRK Klassisk NRK Alltid nyheter NRK Sámi Radio NRK P1 Oslofjord | NRK mP3 NRK Klassisk NRK Alltid nyheter NRK Folkemusikk NRK JazzNRK Stortinget NRK Sport NRK Super NRK Gull NRK Båtvær NRK Sámi Radio NRK P1 Oslofjord | NRK P1NRK P2NRK P3NRK mP3 NRK Klassisk NRK Alltid nyheter NRK Sámi Radio NRK P1 Oslofjord NRK Folkemusikk NRK JazzNRK Stortinget NRK Sport NRK Super NRK Gull NRK Båtvær NRK 5.1 | NRK1NRK2NRK3NRK SuperNRK Tegnspråk |
| Membres associats |                          |                                                                                           | | |                                    |
| Groenlàndia       | Kalaallit Nunaata Radioa | KNR Radio                                                                                 | | KNR Radio | KNR 1KNR 2                         |
| Illes Fèroe       | Kringvarp Føroya         | Útvarp Føroya                                                                             | | Útvarp Føroya | Sjónvarp Føroya                    |